# Mark Rocco
Mark Rocco (Tenerife, 11 maggio 1951 – Warrington, 30 luglio 2020) è stato un wrestler britannico.
Ha passato quasi tutta la sua carriera nella NJPW con il soprannome di Black Tiger. Ha vinto vari titoli ma una delle sue più importanti cinture fu la WWF Junior Heavyweight Championship.
In passato il suo nemico acerrimo fu Tiger Mask I (Satoru Sayama).

## Personaggio

### Mosse finali
- Come Mark Rocco
  - Diving knee drop

- Come Black Tiger
  - Black Tiger Bomb (Sitout crucifix powerbomb)

## Titoli e riconoscimenti
- All Star Promotions
  - World Heavy Middleweight Championship (3)[2]
  - British Heavy Middleweight Championship (2)[3]
- British Commonwealth
  - British Light Heavyweight Championship (1)[4]
- Pro Wrestling Illustrated
  - 298º nella lista dei migliori 500 wrestler singoli nei PWI 500 del 1991
- World Wrestling Federation
  - WWF Junior Heavyweight Championship (1)[5]